# Plymouth Cross (manzana)
Plymouth Cross es una variedad cultivar de manzano (Malus domestica).
Variedad de manzana híbrida procedente del cruce Allington Pippin x Star of Devon. Criado en 1916 por G.T Spinks en la Long Ashton Research Station (Estación de investigación Long Ashton), Bristol Inglaterra (Reino Unido). Las frutas tienen una pulpa firme, crujiente y de color crema, con un sabor bastante ácido.

## Historia
'Plymouth Cross' es una variedad de manzana híbrida procedente del cruce como Parental-Madre de Allington Pippin y como Parental-Padre el polen procede de Star of Devon. Criado en 1916 por G.T Spinks en la Long Ashton Research Station (Estación de investigación Long Ashton), Bristol Inglaterra (Reino Unido).
'Plymouth Cross' se cultiva en la National Fruit Collection con el número de accesión: 1930-033 y Accession name: Plymouth Cross.

## Características
'Plymouth Cross' es un árbol portador de espuelas, con porte esparcido compacto y vertical. Tiene un tiempo de floración que comienza a partir del 28 de abril con el 10% de floración, para el 4 de mayo tiene una floración completa (80%), y para el 11 de mayo tiene un 90% de caída de pétalos.
'Plymouth Cross' tiene una talla de fruto de pequeño a medio; forma redonda aplanada; con nervaduras ausentes; epidermis con color de fondo verde que madura a amarillo, importancia del sobre color medio, con color del sobre color rojo intenso, con sobre color patrón rayas / manchas presentando manchas de rubor rojo intenso, casi granate, marcado con rayas más oscuras y manchas dispersas de color rojizo, piel ligeramente grasosa, "russeting" (pardeamiento áspero superficial que presentan algunas variedades) medio; cáliz grande y parcialmente abierto, ubicado en una cuenca abierta y de profundidad media que a veces está rodeada por una corona ligeramente abultada; pedúnculo medio largo a largo, colocado en una cavidad medianamente profunda y estrecha cubierta de "russeting"; carne de color crema, firme y rugosa. Sabor dulce con matices agrios a piña.
Su tiempo de recogida de cosecha se inicia a finales de agosto. Se conserva bien durante dos meses en cámara frigorífica.

## Usos
Hace una muy buena manzana fresca de mesa.

## Ploidismo
Diploide, parcialmente auto estéril. Es necesaria una polinización con variedades del Grupo de polinización: B, Día 4.